# Пираты Онлайн
«Voyage Century Online» (с англ. «Век путешествий Онлайн», в русском издании «Пираты Онлайн», в европейской версии Bounty Bay Online) — компьютерная игра в жанре MMORPG,
созданная компанией «Snail Games». В России игру издает компания Snail Games. По способу оплаты игра является условно-бесплатной (free-to-play), то есть сам игровой процесс бесплатен, однако некоторые преимущества можно купить за реальные деньги.

### Официальные сайты
- Официальный китайский сайт Архивная копия от 18 января 2021 на Wayback Machine
- Официальный российский сайт Архивная копия от 26 октября 2015 на Wayback Machine
- Официальный американский сайт Архивная копия от 25 августа 2020 на Wayback Machine
- Официальный европейский сайт Архивная копия от 23 октября 2015 на Wayback Machine

### Прочее
- VCO Wiki
- Обзор игры журнала Игромания Архивная копия от 13 декабря 2009 на Wayback Machine
- Страница игры на сайте разработчика
- Сообщество игроков китайского сервера